# Garza (Santiago del Estero)
Garza è una città dell'Argentina, appartenente alla provincia di Santiago del Estero, situata nella parte centrale della provincia.